# Vinterkarse
Vinterkarse (Barbarea) er en slægt med under 10 arter, som er udbredt i Makaronesien, Nordafrika, Mellemøsten, Kaukasus, Centralasien, Sibirien, Østasien og på det Indiske subkontinent. Det er kun sjældent enårige, men oftere toårige eller flerårige, urteagtige planter. De flerårige arter danner ofte jordstængler som oplagringsorganer. De overjordiske dele er hårløse eller svagt hårede. De oprette eller nedliggende stængler er forgrenede og ofte kantede. Bladene sidder dels som en grundstillet roset og dels som stængelblade. De er for grundbladenes vedkommende spatelformede og fjersnitdelte med hel eller tandet, bølget rand, mens stængelbladene er spatelformede, fjersnitdelte eller hele med tandet, lappet eller hel rand. Blomsterne er samlet i endestillede halvskærme, der består af klaseagtige stande med mange blomster. Enkeltblomsterne er regelmæssige og 4-tallige med cremehvide, lysegule eller stærkt gule kronblade. Frugterne er slanke skulper med op til 50 frø.
| Beskrevne arter |

- Almindelig vinterkarse (Barbarea vulgaris)
- Randhåret vinterkarse (Barbarea intermedia)
- Rank vinterkarse (Barbarea stricta)

samt forvildet:
- Langskulpet vinterkarse (Barbarea verna), Tidlig Vinterkarse

| Andre arter |

- Barbarea bracteosa
- Barbarea orthoceras